# Milford Haven
Milford Haven (walisisk: Aberdaugleddau /aberdai'gleðai/) er en by i Pembrokeshire (Sir Benfro), Wales. Byen har 14.000 indbyggere. Den blev grundlagt som hvalfangerstation i det 18. århundrede og voksede til at blive én af de største havnebyer i Wales på grund af en god naturhavn.
- Wikimedia Commons har flere filer relateret til Milford Haven

51°43′N 5°3′V / 51.717°N 5.050°V